# Eric Morel
Eric Morel (* 10. Oktober 1975 in San Juan, Puerto Rico) ist ein ehemaliger puerto-ricanischer Boxer im Fliegengewicht.

## Profikarriere
Im Jahre 1996 begann er seine Profikarriere mit einem Sieg durch K. o. gegen José Luis Aguilar. Am 5. August 2000 boxte er gegen Sornpichai Kratingdaenggym um die WBA-Weltmeisterschaft und gewann durch einstimmige Punktrichterentscheidung. Diesen Titel verlor er nach insgesamt fünf Titelverteidigungen im Dezember 2003 an Lorenzo Parra nach Punkten.
Im Jahre 2012 beendete er seine Karriere. Er bestritt während dieser 50 Kämpfe, von denen er 46 gewann, 23 durch K. o.